# Maximilian Schumann

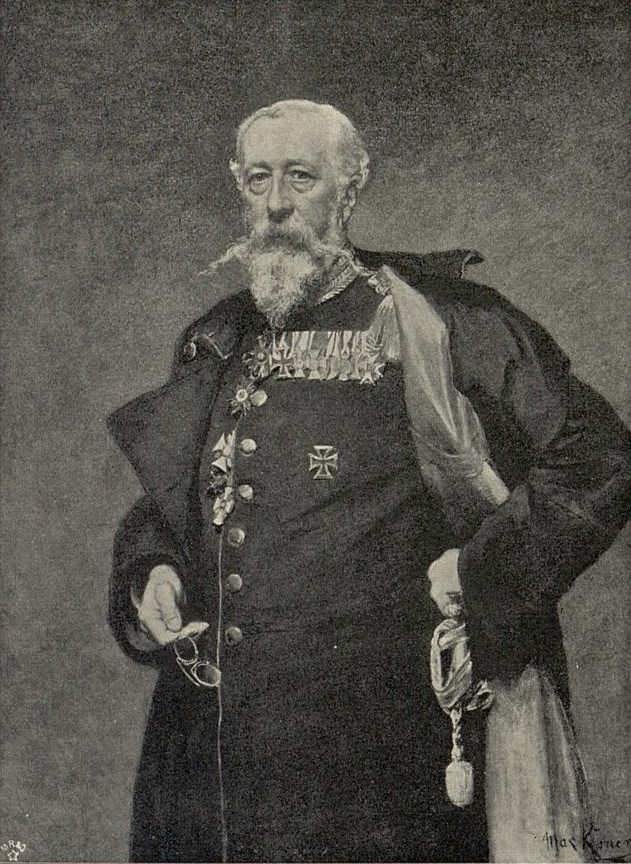
Oberstleutnant Schumann, Porträt von Max Koner (1890)

Maximilian Schumann (* 26. Juni 1827 in Magdeburg; † 5. September 1889 in Schierke) war ein preußischer Ingenieuroffizier.

## Leben
Schumann trat 1845 in die 3. Pionierabteilung in Magdeburg ein, wurde 1848 Leutnant und kam 1861 als Hauptmann nach Mainz. Hier wurde er bald eine Autorität in Fragen der Panzerverwendung. 
Zunächst machte er zu deren Studium Reisen nach England (1863 und 1865). Nach den 1866 auf dem Artillerieschießplatz der Bundesfestung Mainz auf dem Großen Sand durchgeführten Versuchen gegen einen von ihm gepanzerten mobilen Geschützstand mit einer Minimalschartenlafette und Eisenplattenbedeckung wurde Schumann zum Ingenieurkomitee nach Berlin kommandiert. Hier sollte er die gemachten Erfahrungen für eine neue Eisenkonstruktion verwerten. Sein erster Panzerdrehturm wurde in Tegel aufgestellt, die damit angestellten Versuche erzielten einen wichtigen Erfolg. Dennoch nahm Schumann, nachdem er den Deutsch-Französischen Krieg 1870/71 mit Auszeichnung mitgemacht hatte, 1872 seinen Abschied, um sich in Mosbach bei Biebrich der Weiterentwicklung seiner Konstruktionen zu widmen. 
1878 trat er mit seinen Entwürfen hervor, insbesondere seiner Panzerlafette, die sich außerordentlich bewährte. 1882 vereinigte Schumann sein Unternehmen mit Hermann Grusons Grusonwerk AG Buckau in Magdeburg. Die neue Firma trat im Dezember 1885 und Januar 1886 bei einem Schießversuch in Bukarest erfolgreich gegen die französische Konkurrenz an, um einen Panzerdrehturm zu verkaufen.
Schumann verbessert die Panzerwirkung durch entsprechende Formgebung. Gewölbte Platten waren widerstandsfähiger als flache Platten. Die Wirksamkeit eines Verbunds unterschiedlicher Werkstoffe im Vergleich zu massiven Platten testete er systematisch mit Beschussversuchen in La Spezia. Dabei war der Verbund von 130 mm Walzeisen und 70 mm Stahlplatten aus Dillingen widerstandsfähiger als die französischen von Major Mougin aus Chamond.
Weitere Nachfolgekonstruktionen führten zum Entwurf eines beweglichen Panzers (Schumann und Gruson), der ein zerlegbarer Panzerdrehturm für eine 12-cm-Haubitze war, sowie zur fahrbaren Panzerlafette (kurz Fahrpanzer genannt) für eine 5,3-cm-Schnellfeuerkanone Kaliberlänge L/25. Diese Geschütze wurden dann in der Serethlinie in Rumänien eingesetzt.
Nach Schumanns Plänen wurde ab 1889 die Serethlinie, eine artilleristische Befestigung in Rumänien, gebaut. 
Friedrich Alfred Krupp schrieb dem bayerischen General und Militärschriftsteller Karl Theodor von Sauer am 14. Oktober 1891:

„Ueber Erprobung Schumann'scher Panzerkonstruktionen während der letztjährigen Herbstmanöver in Rumänien ist, da die Angelegenheit dort sehr sekret behandelt wird, nur Folgendes festzustellen gewesen: Die Forts der Serethlinie sollen in ihrer ganzen Ausdehnung in Tätigkeit getreten sein, die fahrbaren Panzerlaffeten dagegen sind [...] nicht zur Verwendung gekommen, da sie ‚zu schwer beweglich‘ seien.“

Auch bei der Befestigung anderer Staaten wurde mehrfach die Meinung Schumanns eingeholt. Hier zeigte sich die immer weiter auseinander gehende Entwicklung zwischen der deutschen und französischen Auffassung (seitens Henri-Alexis Brialmont).